# Carl Erik Proft
Carl Erik Proft, född 11 augusti 1914 i Visby, död 6 mars 2009 i Stockholm, var en svensk teaterman, målare, tecknare och grundare av Skara Skolscen.
Han var son till musikdirektören Carl Frans Proft och Lissie Svensson och från 1945 gift med rektorn Anna Greta Svensson. Proft studerade konst för Béla Hradil i Helsingborg 1934-1937 och under studieresor i Europa. Hans konst består av figurer och rollporträtt av svenska skådespelare utförda i olja, pastell eller tusch. Efter en fil.kand. i slaviska språk, konsthistoria och psykologi så anställdes han 1959 som lärare vid Axevalla folkhögskola på grund av att han kunde spela cello och var intresserad av att spela teater. 
Undan för undan utvecklade han på egen hand utbildningen, bland annat genom att företa studieresor till ett stort antal teatrar och teaterskolor i Europa. En av de senare blev en resa till teaterskolan Michel St Denise i Strasbourg. Han blev auskultant vid skolan i ett knappt halvår. Väl hemma i Sverige  använde han kunskaperna han inhämtat i Strasbourg till att 1962 starta en teaterskola i Skara. Skolan fick namnet Skara Skolscen.
Proft är begravd på Katarina kyrkogård i Stockholm.